# Socjologia wsi i rolnictwa
Socjologia wsi i rolnictwa – dział socjologii analizujący różnego typu stosunki społeczne i procesy społeczne powstające głównie w obrębie terenów wiejskich; do zakresu tej dyscypliny należą także badania podstawowych różnic i podobieństw między społecznymi systemami wiejskimi i miejskimi oraz badanie związków kulturowych określonych obszarów wiejskich z dominującymi cechami i elementami szerszego systemu społecznego. Przedstawiciele socjologii wsi to m.in. C.J. Galpin, Władysław Grabski, Franciszek Bujak, Zygmunt Gloger.
Ze względu na rozległy zakres podejmowanej problematyki socjologię wsi łączą związki z wieloma naukami, nie tylko społecznymi, np. z:
- geografią rolnictwa, z racji wspólnych zainteresowań przestrzenią wiejską;
- historią chłopów, ze względu na istotną rolę wiedzy o przeszłości dla zrozumienia teraźniejszości wsi;
- prawem rolnym, z racji zainteresowania normatywnymi aspektami organizacji produkcji rolnej;
- etnografią, wnoszącą wiedzę o tradycji kultury materialnej i duchowej ludności wiejskiej;
- ekonomią rolnictwa;
- polityką i statystyką agrarną.

## Literatura
- Krzysztof Gorlach (2004), Socjologia obszarów wiejskich, problemy i perspektywy, wyd. Wydawnictwo Naukowe Scholar, Warszawa.
- Kaleta Andrzej (1993), Socjologia wsi jako nauka, w: Włodzimierz Wincławski (red.), Studia z socjologii wsi. Dedykowane profesorowi Zbigniewowi T. Wierzbickiemu, Uniwersytet Mikołaja Kopernika, Toruń.
- Turowski Jan (1995), Socjologia wsi i rolnictwa, Towarzystwo Naukowe Katolickiego Uniwersytetu Lubelskiego, Lublin.
- "Sto lat monografii wsi w Polsce. Studium Jubileuszowe", 2004, prof. nadzw. dr hab. Izabella Anna Bukraba-Rylska.